# Клюєва Людмила Петрівна
Людмила Петрівна Клюєва (нар. 31 грудня 1937, Твер) — українська режисерка-документалістка.

## З життєпису
Закінчила Інститут марксизму-ленінізму. Працювала на студії «Київнаукфільм» (Національній кінематеці).
Створила фільми: «Історія України в геральдиці» (1992), 2 фільми з циклу «Невідома Україна. Нариси нашої історії.» («Київські гелікони», «Острозька естафета» (1993)), «Основи теорії вертольоту» (1994) та ін.
Членкиня Національної спілки кінематографістів України.
| Персоналії | Це незавершена стаття про особу. Ви можете допомогти проєкту, виправивши або дописавши її. |